# مذكرة اعتقال أوروبية

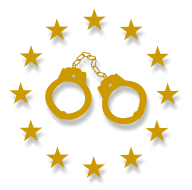
شعار مذكرة الاعتقال الأوروبية

مذكرة اعتقال أوروبية هي مذكرة توقيف واعتقال سارية في جميع الدول الأعضاء في الاتحاد الأوروبي بمجرد إصدارها، فإنه يتطلب من دولة عضو أخرى اعتقال ونقل الشخص المشتبه فيه جنائيا أو المحكوم عليه إلى الدولة المصدرة للمذكرة حتى تجري محاكمته أو يكمل فترة احتجازه. لا يمكن إصدار المذكرة إلا لغرض إجراء محاكمة جنائية، أو تنفيذ عقوبة حبسية (وليس مجرد تحقيق). كما يمكن إصدارها فقط للجرائم التي تحمل عقوبة سجنية دنيا مدتها عام واحد أو أكثر. وفي حالة النطق بالحكم فعليا، لا يمكن إصدار المذكرة إلا إذا كان الحكم بالسجن لمدة أربعة أشهر على الأقل.
تم إصدار المذكرة في عام 2002 في إطار الركن الثالث للاتحاد الأوروبي والخاص بالتعاون بين الشرطة والقضاء في المسائل الجنائية. وفقًا لإعلان المجلس الأوروبي المنعقد في مدينة تامبيري الفنلندية (1999)، يمتد مبدأ الاعتراف المتبادل بالقرارات القضائية، التي كانت مقتصرة في السابق على القانون المدني والتجاري لتشمل القانون الجنائي.
كان الهدف من إدخال نظام المذكرة هو زيادة سرعة وسهولة التسليم في جميع بلدان الاتحاد الأوروبي عن طريق حذف العراقيل السياسية والإدارية لعملية صنع القرار التي ميزت نظام التسليم السابق في أوروبا، وتحويل العملية إلى نظام يعمل بالكامل من قبل القضاء. عرفت سنة 2004 رتفاعا في استخدام المذكرة. حيث تشير تقارير التقييم الواردة من الدول الأعضاء إلى أن عدد من المذكرات الصادرة ارتفع من حوالي 3000 في عام 2004 إلى 15200 في عام 2009، لكنه انخفض إلى 10400 في عام 2013.